# Contea di Zhaojue
La contea di Zhaojue (昭觉县S) è una contea della Cina, situata nella provincia di Sichuan e amministrata dalla prefettura autonoma Yi di Liangshan.